# Callaway (Florida)
Callaway és una població dels Estats Units a l'estat de Florida. Segons el cens del 2000 tenia 14.233 habitants.

## Demografia
Segons el cens del 2000, Callaway tenia 14.233 habitants, 5.541 habitatges, i 4.006 famílies. La densitat de població era de 965,8 habitants per km².
Dels 5.541 habitatges en un 36,6% hi vivien nens de menys de 18 anys, en un 54,6% hi vivien parelles casades, en un 13,4% dones solteres, i en un 27,7% no eren unitats familiars. En el 22,1% dels habitatges hi vivien persones soles el 4,8% de les quals corresponia a persones de 65 anys o més que vivien soles. El nombre mitjà de persones vivint en cada habitatge era de 2,57 i el nombre mitjà de persones que vivien en cada família era de 3.
Per edats la població es repartia de la següent manera: un 27,3% tenia menys de 18 anys, un 9,9% entre 18 i 24, un 31,6% entre 25 i 44, un 22,7% de 45 a 60 i un 8,5% 65 anys o més.
L'edat mediana era de 34 anys. Per cada 100 dones de 18 o més anys hi havia 96,1 homes.
La renda mediana per habitatge era de 36.064 $ i la renda mediana per família de 41.509 $. Els homes tenien una renda mediana de 27.773 $ mentre que les dones 20.324 $. La renda per capita de la població era de 16.102 $. Entorn del 10,3% de les famílies i l'11,6% de la població estaven per davall del llindar de pobresa.

## Poblacions més properes
El següent diagrama mostra les poblacions més properes.